# 1996年夏季残疾人奥林匹克运动会葡萄牙代表团
1996年夏季残疾人奥林匹克运动会葡萄牙代表团是葡萄牙派出的1996年夏季残疾人奥林匹克运动会代表团。获得6枚金牌、4枚银牌和4枚铜牌。